# Terry och piraterna
Terry och piraterna (originaltitel Terry and the Pirates, även kallad Jim och piraterna eller kort och gott Jim på svenska) var en amerikansk tecknad dagspresserie skapad av Milton Caniff.
Joseph Patterson som var redaktör för Tribune Media Services, hade beundrat Caniff för hans arbete med äventyrserien Dickie Dare och beslöt att anlita honom för att skapa en ny äventyrsserie. Dagpresserien började 22 oktober 1934, och söndagsidan 9 december 1934. I början var berättelserna för de dagliga seriestrippen och söndagsidorna åtskilda, men den 26 augusti 1936 fördes de samman till en enda berättelse.
År 1946 vann Caniff det första Cartoonist of the Year Award från National Cartoonists Society för sitt arbete med Terry och piraterna. Serien lästes av 31 miljoner tidningsabonnenter mellan 1934 och 1946.
1946 lämnade Caniff Terry och piraterna, för att starta sin egen serie Steve Canyon. Andra tecknare fortsatte med Terry och piraterna (vars rättigheter ägdes av syndikatet) fram till 1973.